# Neoregelia menescalii
Neoregelia menescalii är en gräsväxtart som beskrevs av Elton Martinez Carvalho Leme. Neoregelia menescalii ingår i släktet Neoregelia och familjen Bromeliaceae. Inga underarter finns listade i Catalogue of Life.